# Michael Rice
Michael Neil Rice (Hartlepool, 25 de octubre de 1997) es un cantante británico. Representó a Reino Unido en el Festival de la Canción de Eurovisión 2019 en Tel Aviv, Israel con la canción "Bigger than Us", quedando en el último puesto en la final. Antes de esto, había previamente ganado la primera temporada del concurso All Together Now en 2018, y también apareció en la undécima temporada de Factor X en 2014.

## Carrera

### 2014:Factor X
En 2014, Rice entró como concursante en la undécima temporada de Factor X en Reino Unido. Audicionó para el programa con "I Look to You" de Whitney Houston. Fue eliminado en la casa de los jueces. 

### 2018:All Together Now
En 2018, participó en la primera temporada del concurso organizado por BBC One, All Together Now, llegó a ganar la competición.
| Actuaciones y resultados en All Together Now | Actuaciones y resultados en All Together Now | Actuaciones y resultados en All Together Now | Actuaciones y resultados en All Together Now | Actuaciones y resultados en All Together Now |
| Programa                                     | Canción elegida                              | Puntuación                                   | Resultado                                    |                                              |
| -------------------------------------------- | -------------------------------------------- | -------------------------------------------- | -------------------------------------------- | -------------------------------------------- |
| Semifinal 1                                  | "Proud Mary" de Tina Turner                  | 100                                          | 1º                                           |                                              |
| Final                                        | "Crazy in Love" de Beyoncé ft. Jay-Z         | 95                                           | 1º                                           |                                              |
| Final                                        | "Hallelujah" de Leonard Cohen                | 94                                           | Ganador                                      |                                              |

### 2019:Festival de la Canción de Eurovisión
En enero de 2019, Rice fue confirmado como uno de los seis artistas que participarían en Eurovision: You Decide, la selección nacional británica para el Festival de la Canción de Eurovisión 2019. El 8 de febrero de 2019, ganó el programa con la canción "Bigger than Us", escrita por Laurell Barker, Anna-Klara Folin, John Lundvik (o sea, su canción fue escrita por el representante de Suecia) y Jonas Thander. Representó al Reino Unido en el Festival de la Canción de Eurovisión 2019 en Tel Aviv, Israel donde quedó en última posición en la final.

### 2024:American Idol
Michael, con 26 años, se presentó al show de talento American Idol. Para este momento cantó Because of you de Kelly Clarckson. Llegó a la ronda Showstoppers junto a otros 55 aspirantes, donde lamentablemente no logró llegar al Top 24.

## Discografía

### Sencillos
| Título           | Año  | Álbum                       |
| ---------------- | ---- | --------------------------- |
| "Bigger than Us" | 2019 | No pertenece a ningún álbum |